# Лукас Кранах Старший

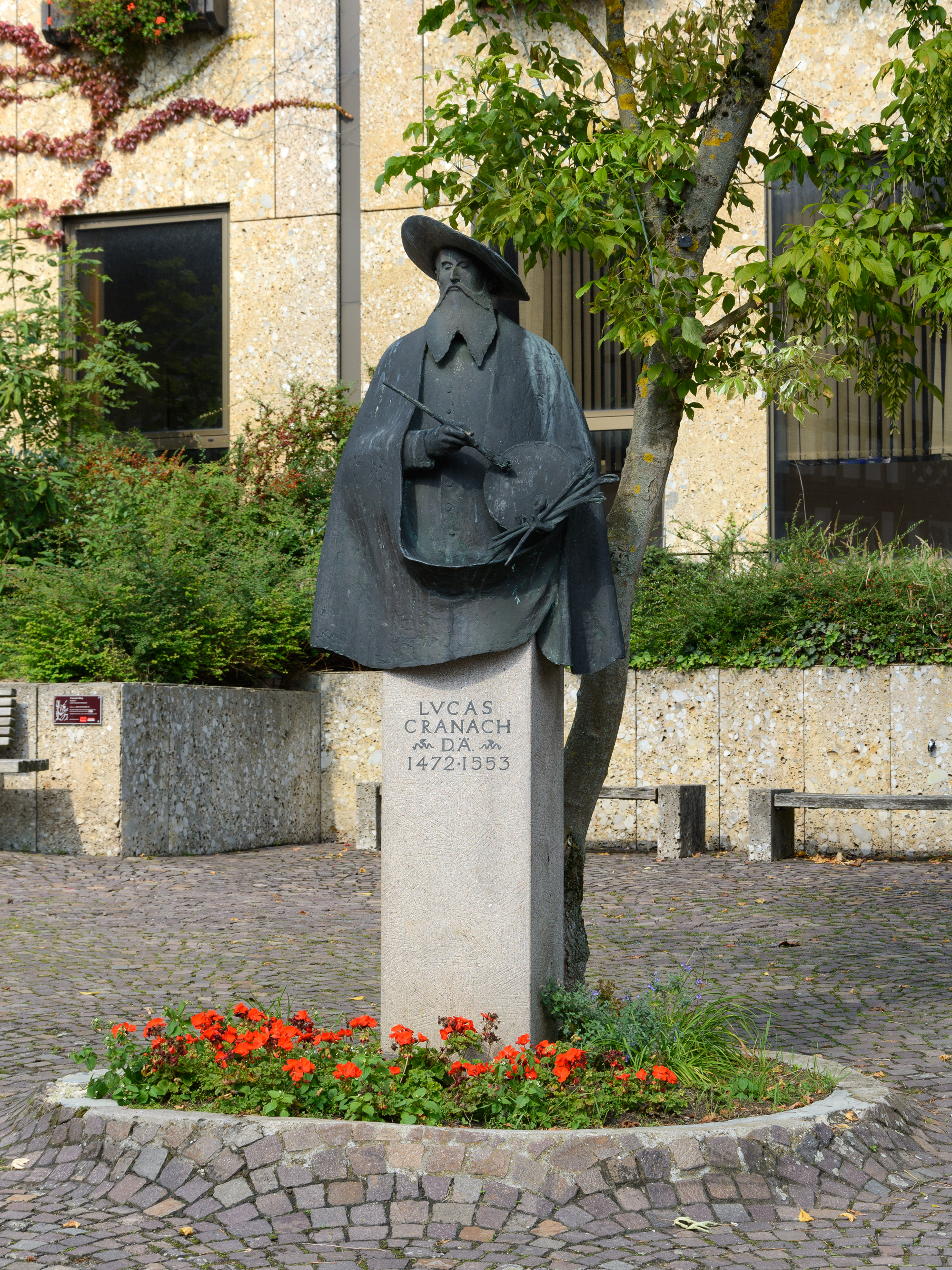
Монумент Кранаху в місті його народження.

Лу́кас Кра́нах Ста́рший (нім. Lucas Cranach der Ältere; 4 жовтня 1472 — 16 жовтня 1553) — німецький художник епохи Відродження, відомий німецький графік 1-ї половини XVI століття. Малював портрети, релігійні і міфологічні картини, алегорії.
Прихильно ставився до діячів Реформації, був приятелем М. Лютера. У ранніх живописних творах «Розп'яття», «Відпочинок на шляху до Єгипту» та інших намагався подолати пізньоготичні традиції умовностей та орнаментальності і створити реалістичні образи, пройняті духом гуманізму. Риси Відродження і традиції готики переплітаються у зображеннях Мадонни, біблейських та міфологічних персонажів.

## Біографія

### Родина художників

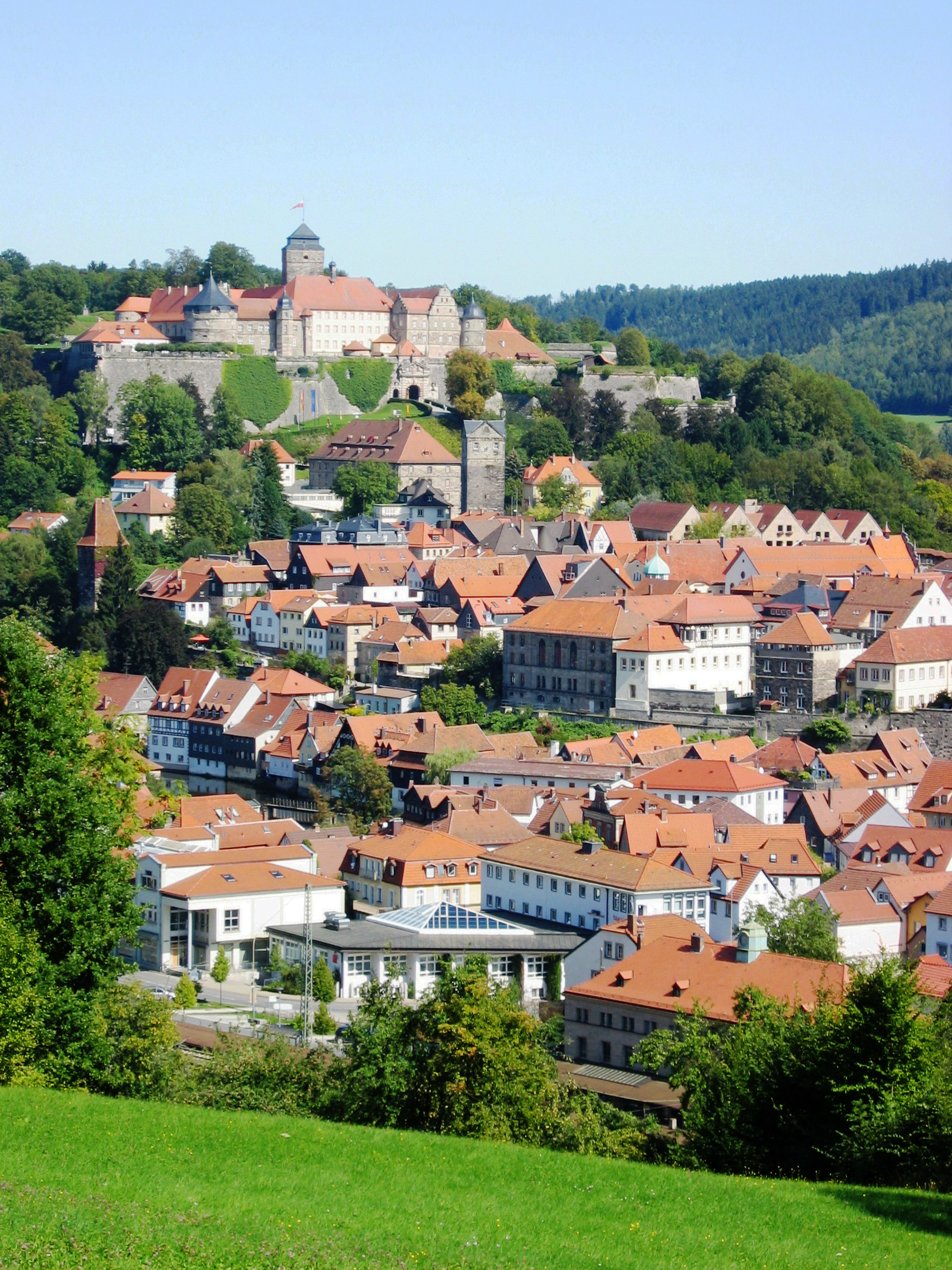
Місто Кронах, вигляд на 2006 рік.

Походить із родини художників. Відомо, що його дід і батько (Ганс Малер) були живописцями. Про ранні роки і юність Лукаса мало відомостей.
З народження мав прізвище Зундер або Зондер (Sunder), але пізніше узяв прізвищем назву свого міста Кранах.
Ймовірно, що в родині Лукас і отримав первісну художню освіту, а потім, за тогочасною традицією (майже законом) зробив освітню подорож по німецьким князівствам того часу.
Лукас Кранах старший — батько німецьких художників-живописців Ганса Кранаха (1513 — 9 жовтня 1537) і Лукаса Кранаха молодшого (4 жовтня 1515 — 25 грудня 1586).

### Кранах і Відень (1500—1504)
Особливу сторінку в житті художника мав Відень. Кранах прибув туди в 1500 році. Відень посідав особливе місце в німецькомовних землях, до того ж був університетським містом. Тутешній університет був центром наукової думки й паростків нової ідейної течії — гуманізму. Гурток віденських гуманістів, поетів і математиків очолив Конрад Цельтіс, сам поет.
Вже у віденський період почалася зміна художньої манери Кранаха. У ній все менше готичних впливів і все більше рис відродження. Але манера художника не мала різкого розвитку і так й не прийшла до повного засвоєння уроків італійського гуманізму. Однак, ця суміш різних впливів стала індивідуальною художньою манерою Кранаха на все життя.
Не дивно, що до зрілого 28-річного художника звернулись для створення портретів. Окрім релігійних образів у Відні Кранах намалював портрети, в тому числі Куспініана та його дружини Ганни.

### Йоган Куспініан

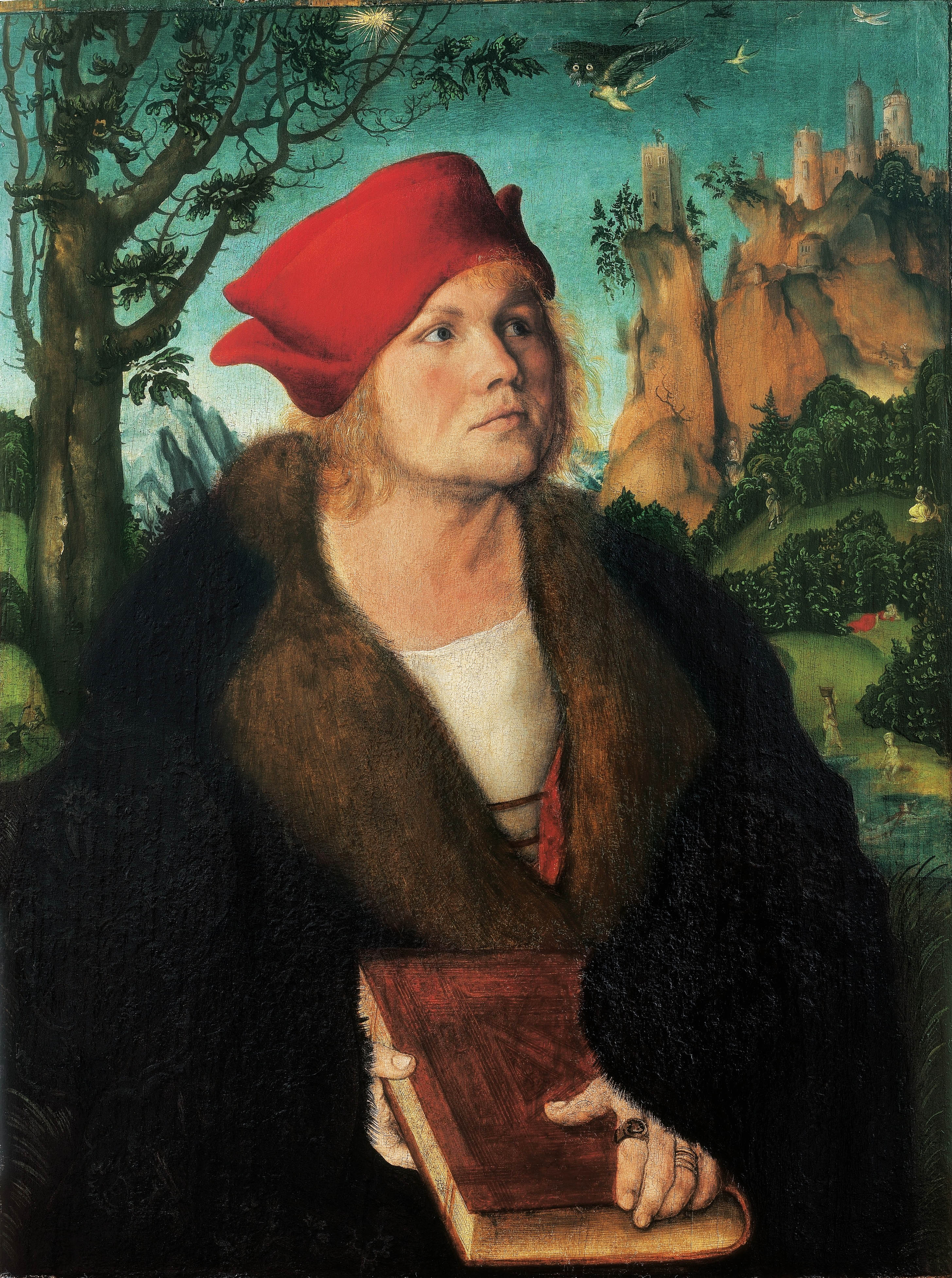
Портрет Куспініана, ректора Віденського університету, 150З, Париж, Лувр.

Йоган Куспініан був одним з перших замовників. У віці 27 років його обрали ректором Віденського університету. Ймовірно, з цього приводу він і замовив свій портрет. Куспініан, лікар, історик і гуманіст, був прихильником Цельтіса. Художник не приховував несолідності нового ректора, його безбороде обличчя не є взірцем мудрості чи величі. На значущість особи вказували лише розкішні шати, коштовний фоліант в руках та алегорії в небі. Над головою ректора зірка Сатурн та пугач зі здобиччю в пазурах, натяки на меланхолію, що вважалась притаманною дослідникам.
Пізніше художник використав подібну ж композицію і в парадному портреті Йохана-Стефана Реуса. Там теж буде дерево ліворуч, невеликі скелі праворуч і вже розкритий фоліант в руках розкішно одягненого власника.
Написав художник і портрет ще одного ректора, цього разу Віттенберзького університету — Крістофа Шейрля. Той ректор став прихильником майстерності художника.

### Переїзд у Віттенберг

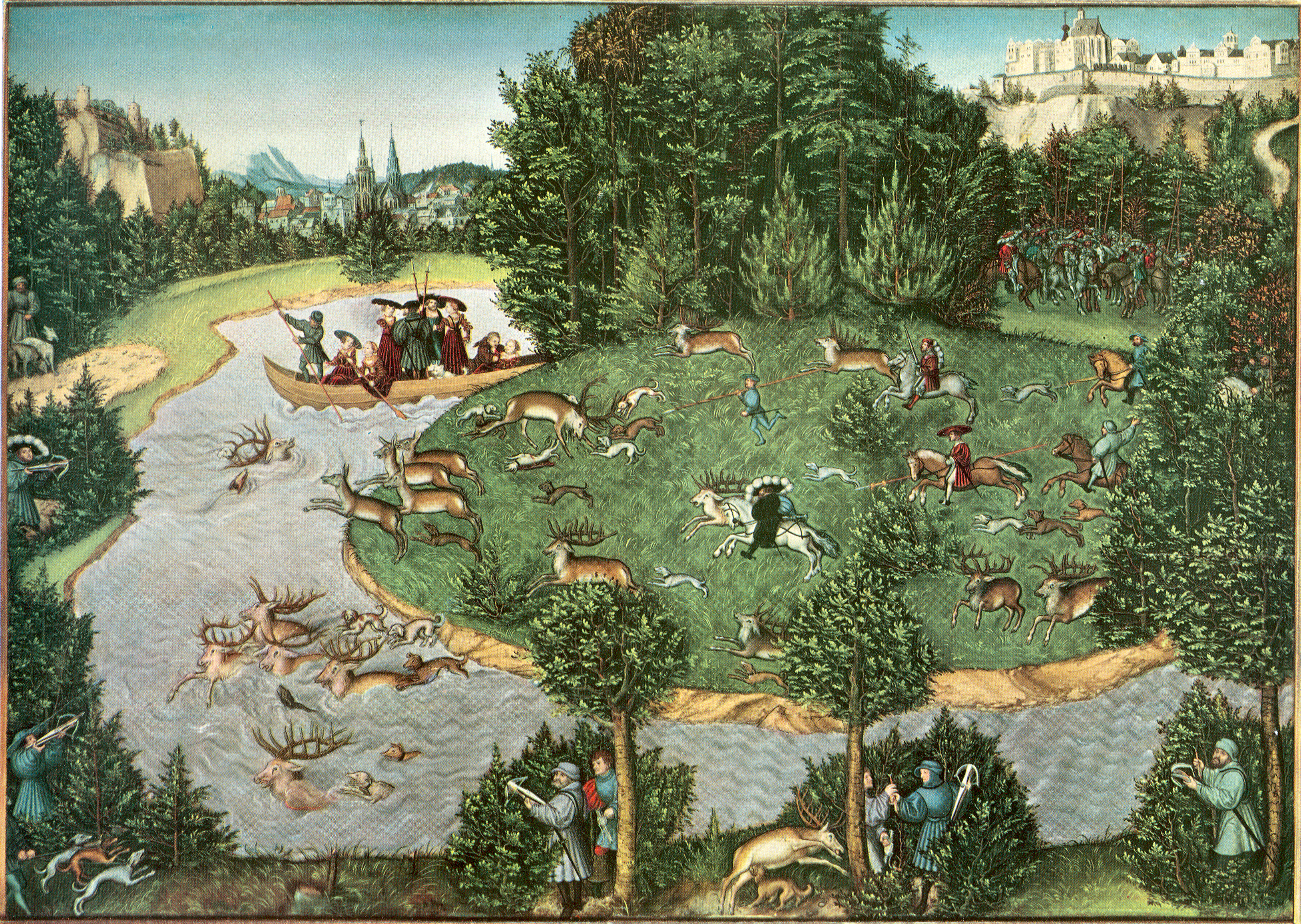
«Полювання на оленів курфюрста Фрідріха Мудрого», 1529. Музей історії мистецтв, Відень

Небагаті професори-замовники та новий життєвий етап (перейшло за 30) спонукали художника на переїзд у місто Віттенберг. Тут мешкав невеликий двір курфюрста Саксонського на ім'я Фрідріх Мудрий. Фрідріх зробив майстра придворним художником, а той отримував стабільну платню і впевненість у завтрашньому дні. Кранах малював картини, стінописи в замках свого патрона, робив ескізи одягу, меблів, декору свят та лицарських турнірів. До нашого часу збереглися лише малюнки.
Уявлення про побут двору і його розваги дає картина Кранаха 1529 року «Полювання на оленів курфюрста Фрідріха Мудрого», (нині Відень, Музей історії мистецтв).

### Таємна місія в Мехельні (Нідерланди) і портрети.

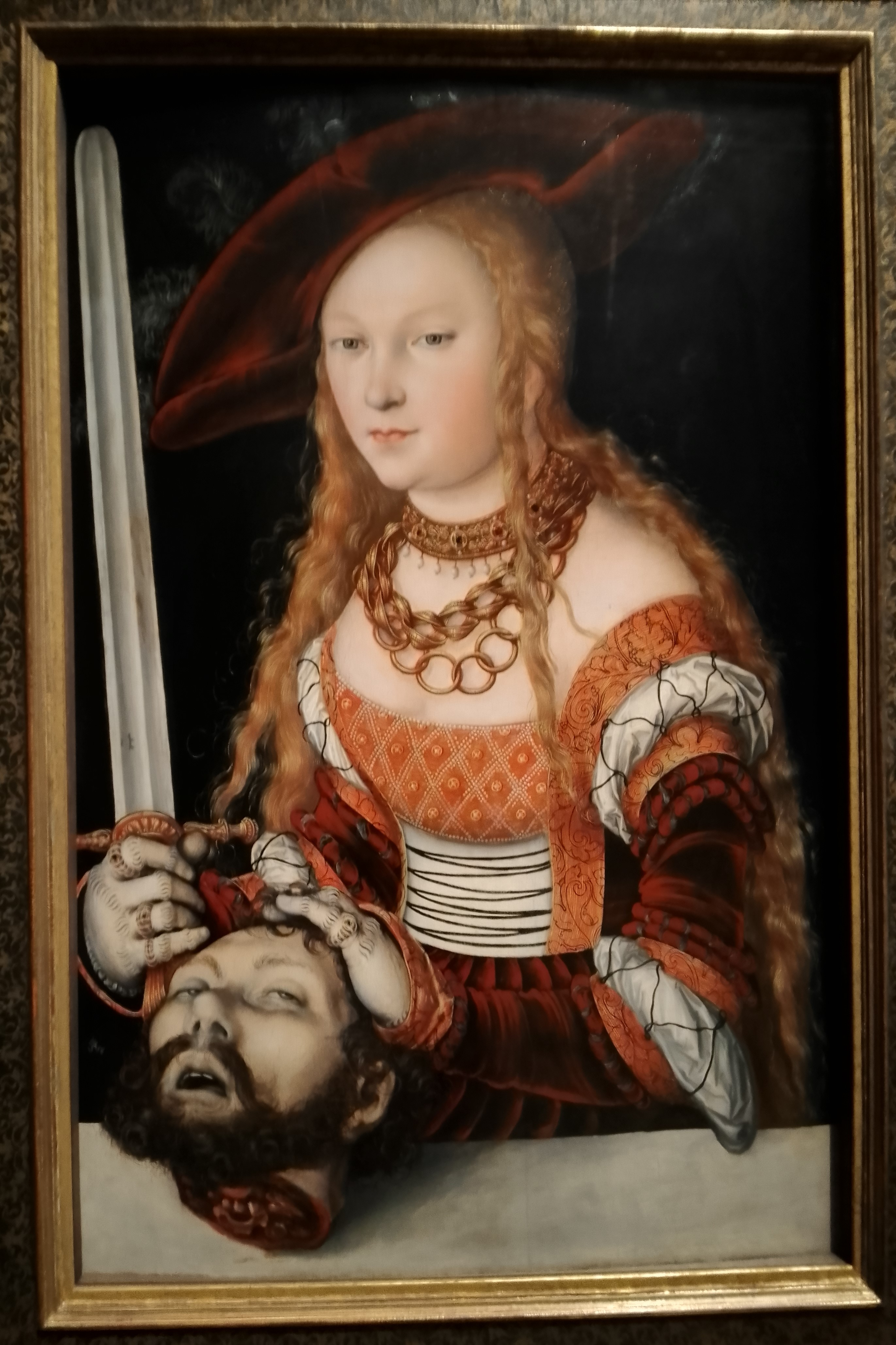
Юдіф з головою Олофена

Досі невідомо, навіщо курфюрст посилав Кранаха в місто Мехелен, Нідерланди, у 1508 році. Адже ж не для написання портретів і не для знайомства з новими досягненнями живопису Нідерландів XVI століття. Художник зробив це самотужки. Серед написаних портретів — портрет 8-річного хлопця (онука імператора Максиміліана, тоді ще принца), майбутнього імператора Карла V.
Завдання (таємне й успішне) спричинило щедрість курфюрста. І художник отримав від патрона дворянство (лицарство) і власний герб.

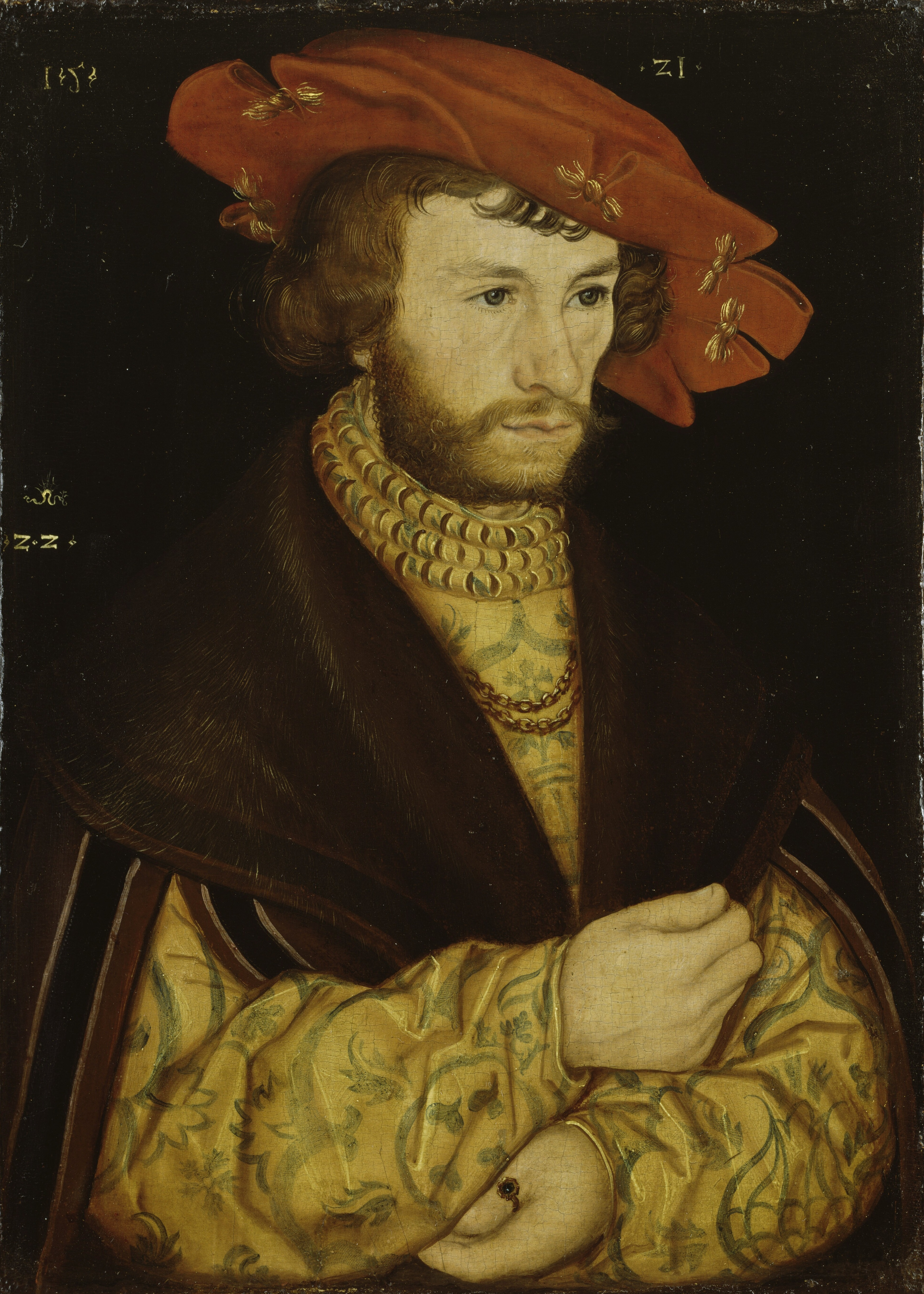
Невідомий з хворобливим обличчям, 1521
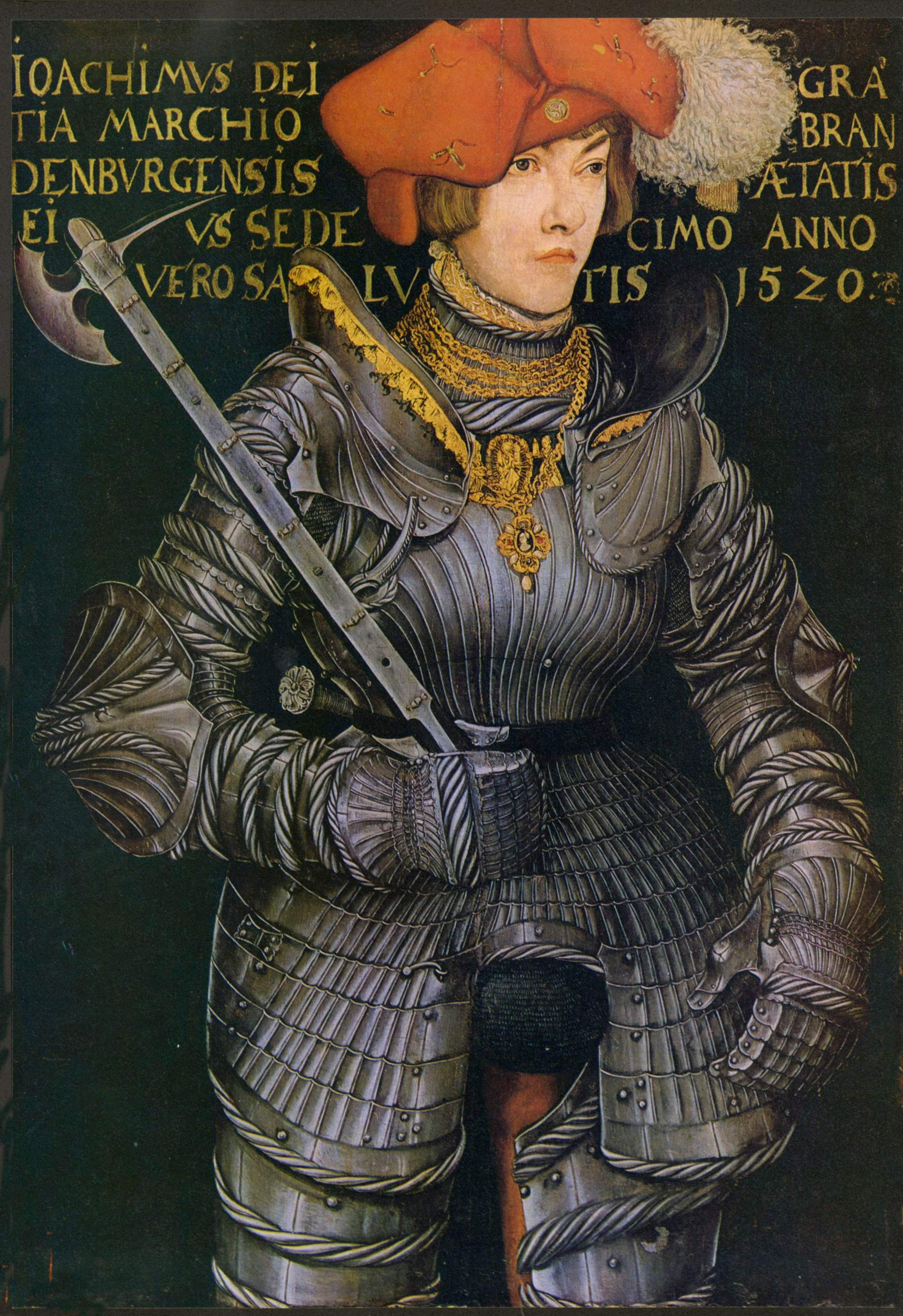
Курпринц Йоахім ІІ в обладунках, 1520.
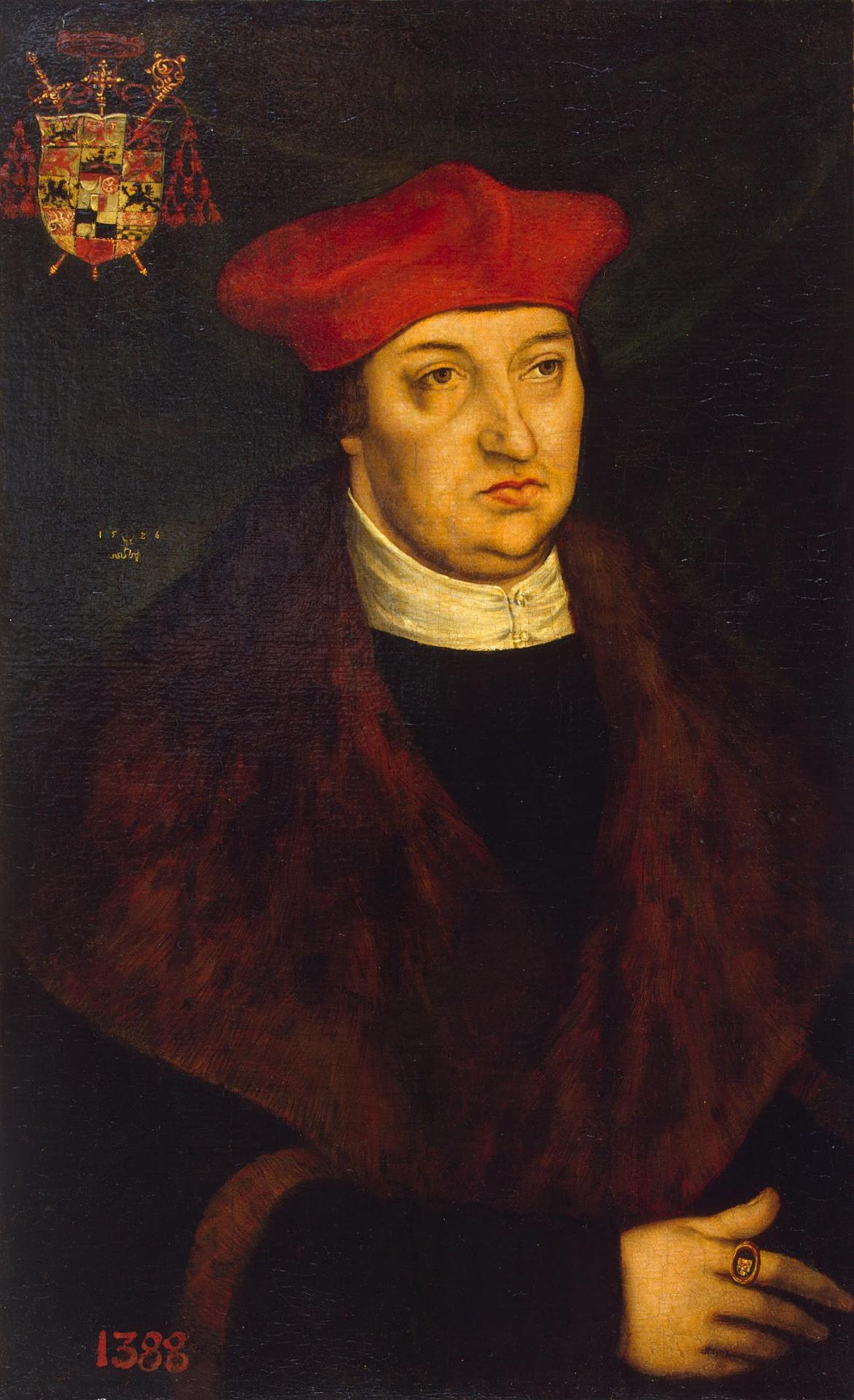
Кардинал Альберт Гогенцолерн Бранденбурзький,1526
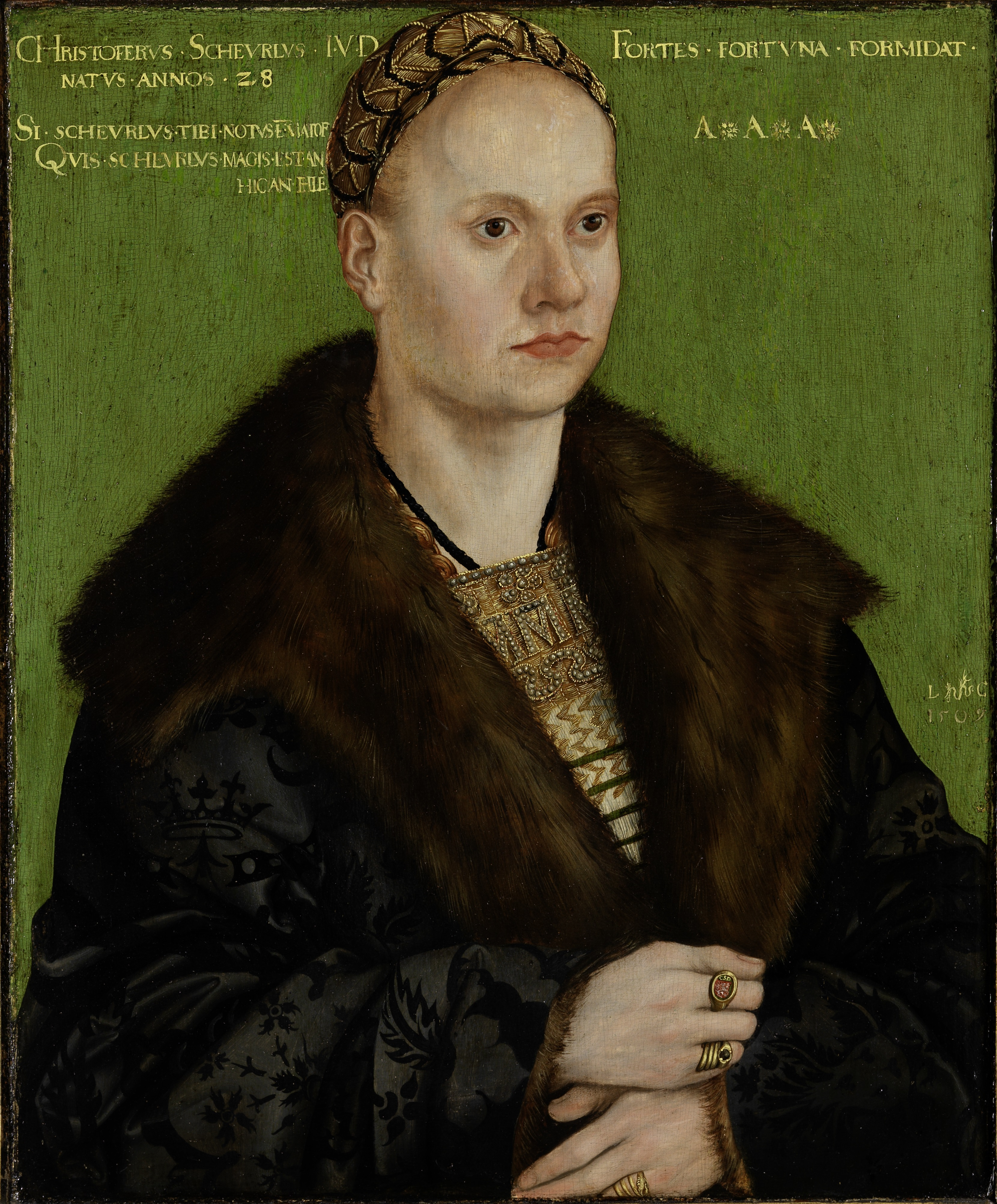
Крістоф Шейрль,

### Жіночі портрети Кранаха

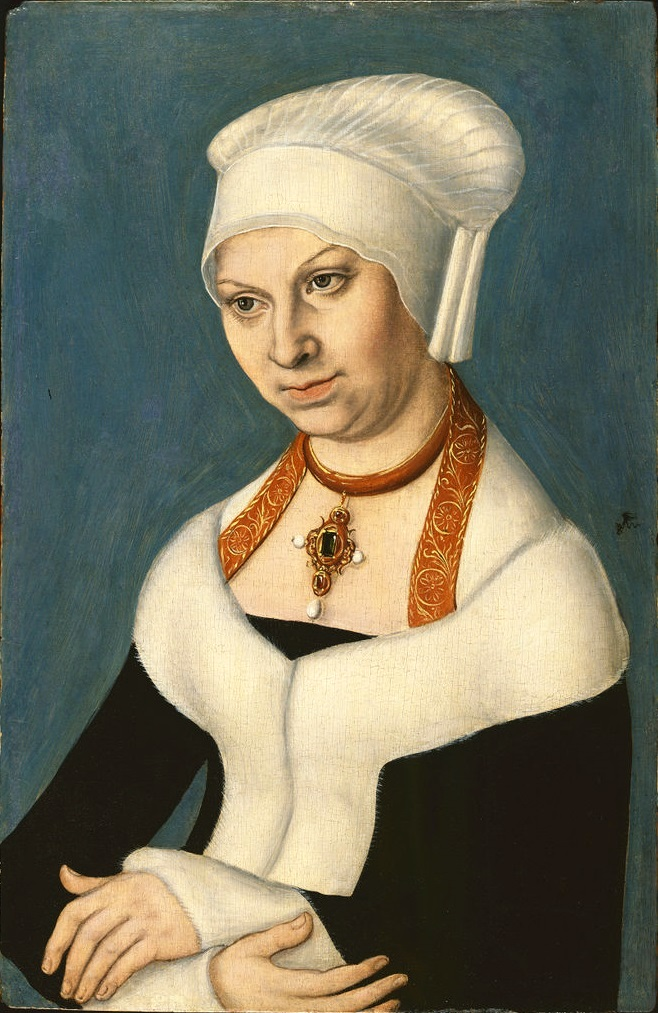
Барбара Полен, герцогиня Саксен
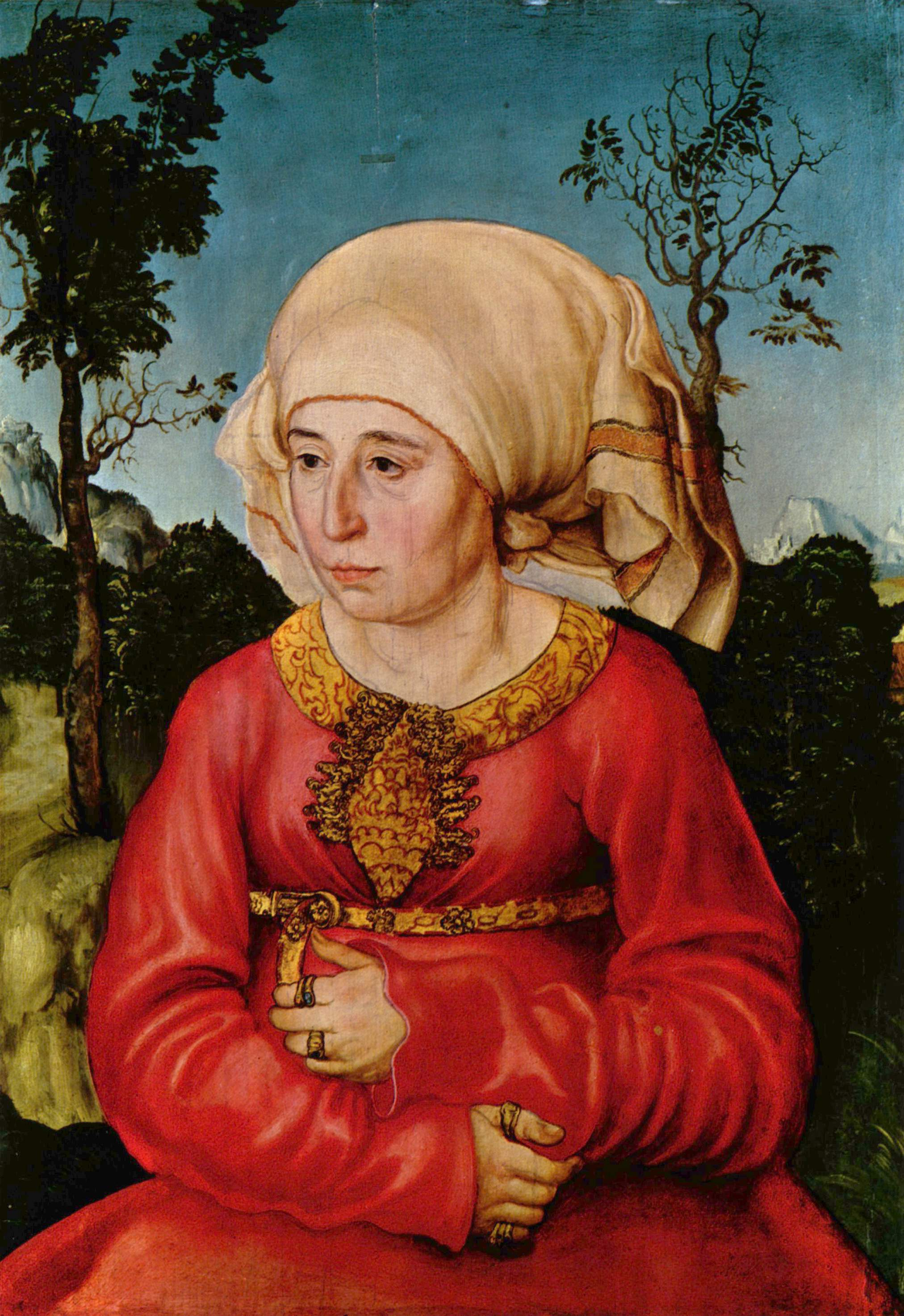
Дружина Йохана Реуса
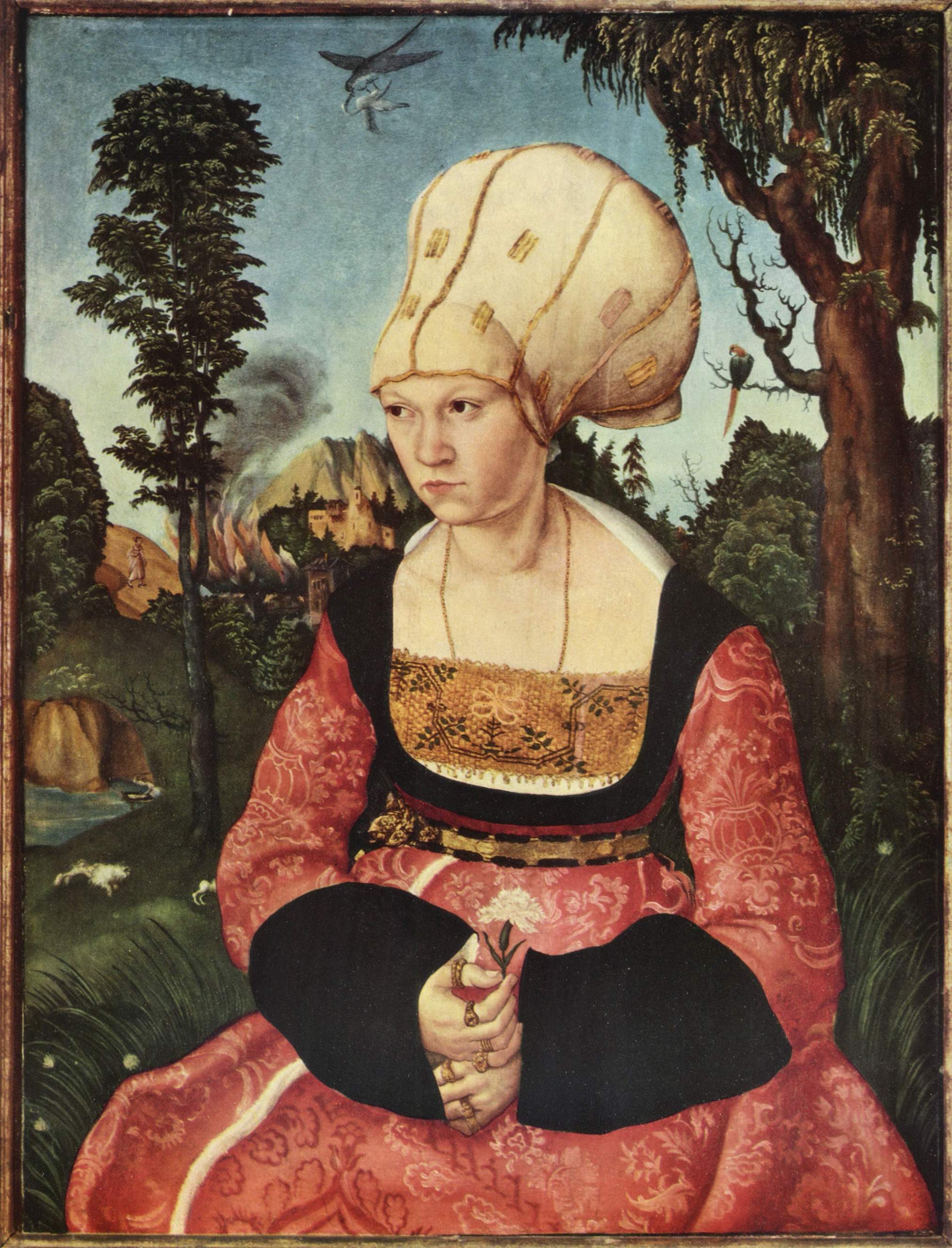
Ганна Кспініан
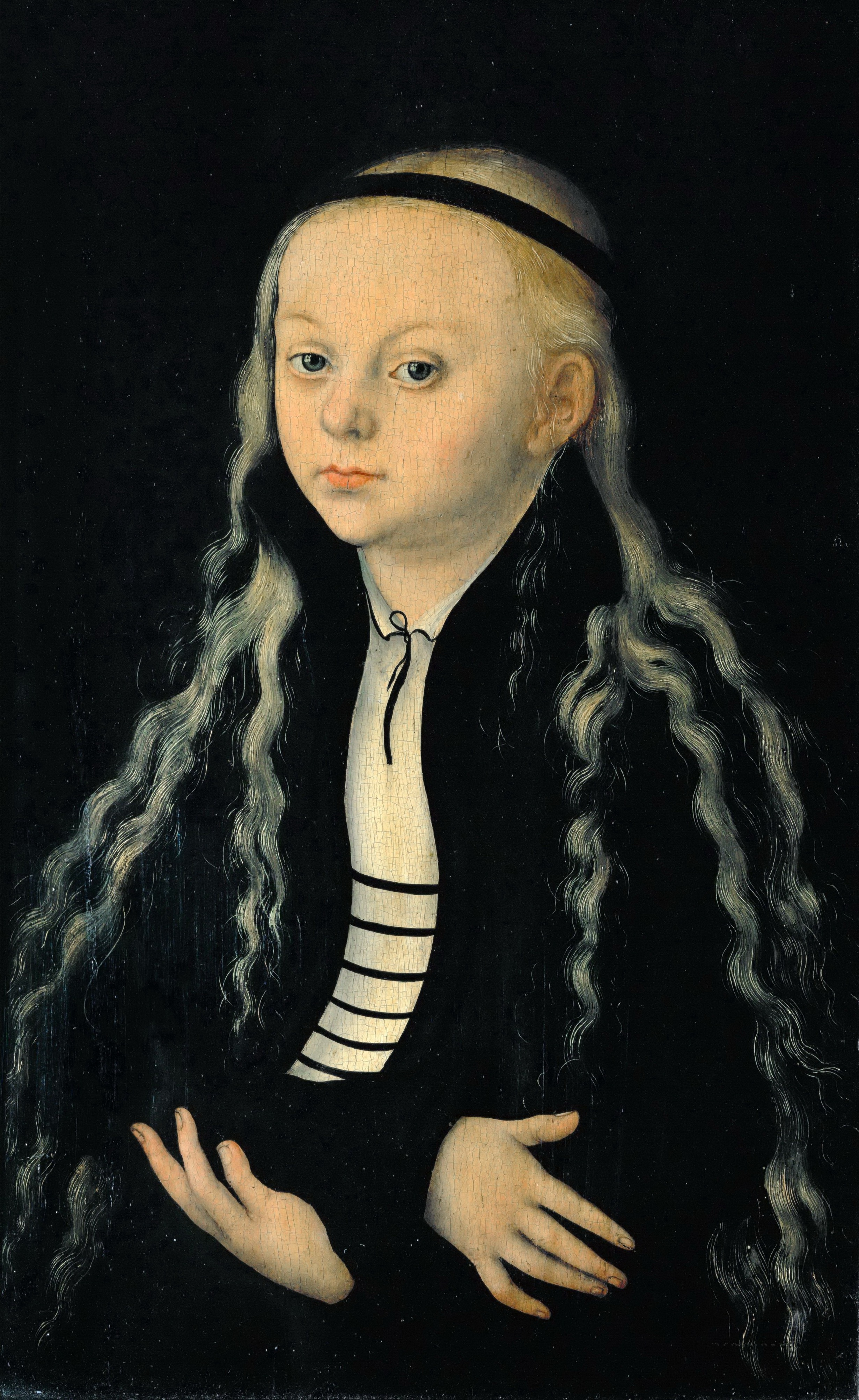
Невідома німкеня
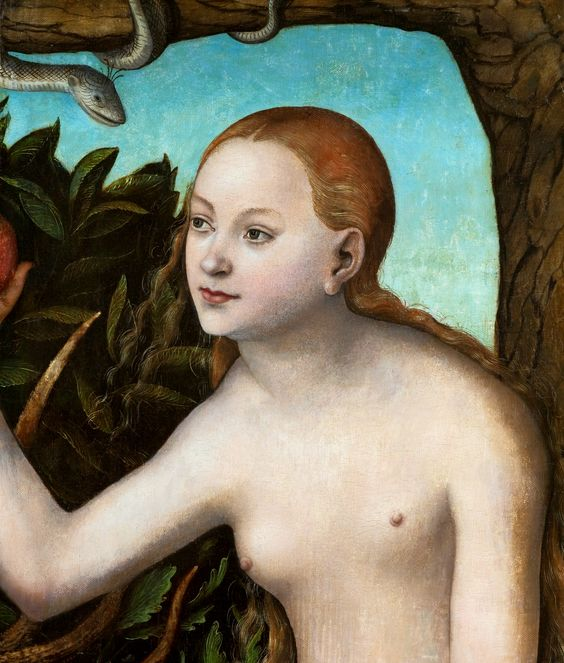
Єва

### Лицар Кранах

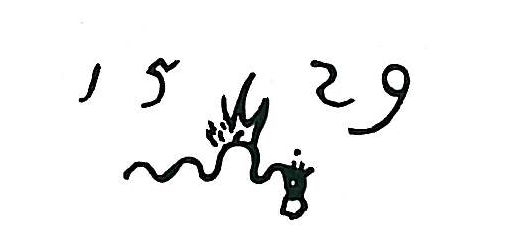
Герб і підпис Кранаха, 1529 рік

Герб для себе — лицаря — художник створив собі сам. Незнатне походження не давало змоги використати лева, орла чи іншого хижака як емблематичного звіра. Але і звична тварина не годилася новоспеченому лицарю. Тоді і з'явився невеличкий дракон з крилами. Він і став підписом майстра як на його картинах, так і на гравюрах його майстерні.

### Одруження і успішна кар'єра
- 1512 рік — одруження у 40 років (дружина — дочка Віттенберзького пивовара)
- 1524 рік. Багатий художник, що вже мав аптеку й корчму, придбав друкарський верстат і відкрив у місті найбільшу друкарню.
- 1525 рік. Обрання в міську раду Віттенберга.
- 1537 рік. Обрання бургомістром Віттенберга (йому — 65). Цю посаду він обіймав двічі.

### Гіркота останніх років
Останні роки Кранаха життя пройшли у злиднях. По середньовічному відданий своєму патрону, старий художник не покидав курфюрста Йогана Фрідріха, невдалого політика. Обидва зазнали кривди і були в полону у католиків, що узяли верх в політичній боротьбі. Після полону Лукас Кранах не повернувся у Віттенберг і оселився в місті Веймар. Там він і помер на 82 році життя.

### Музей Лукаса Кранаха Старшого

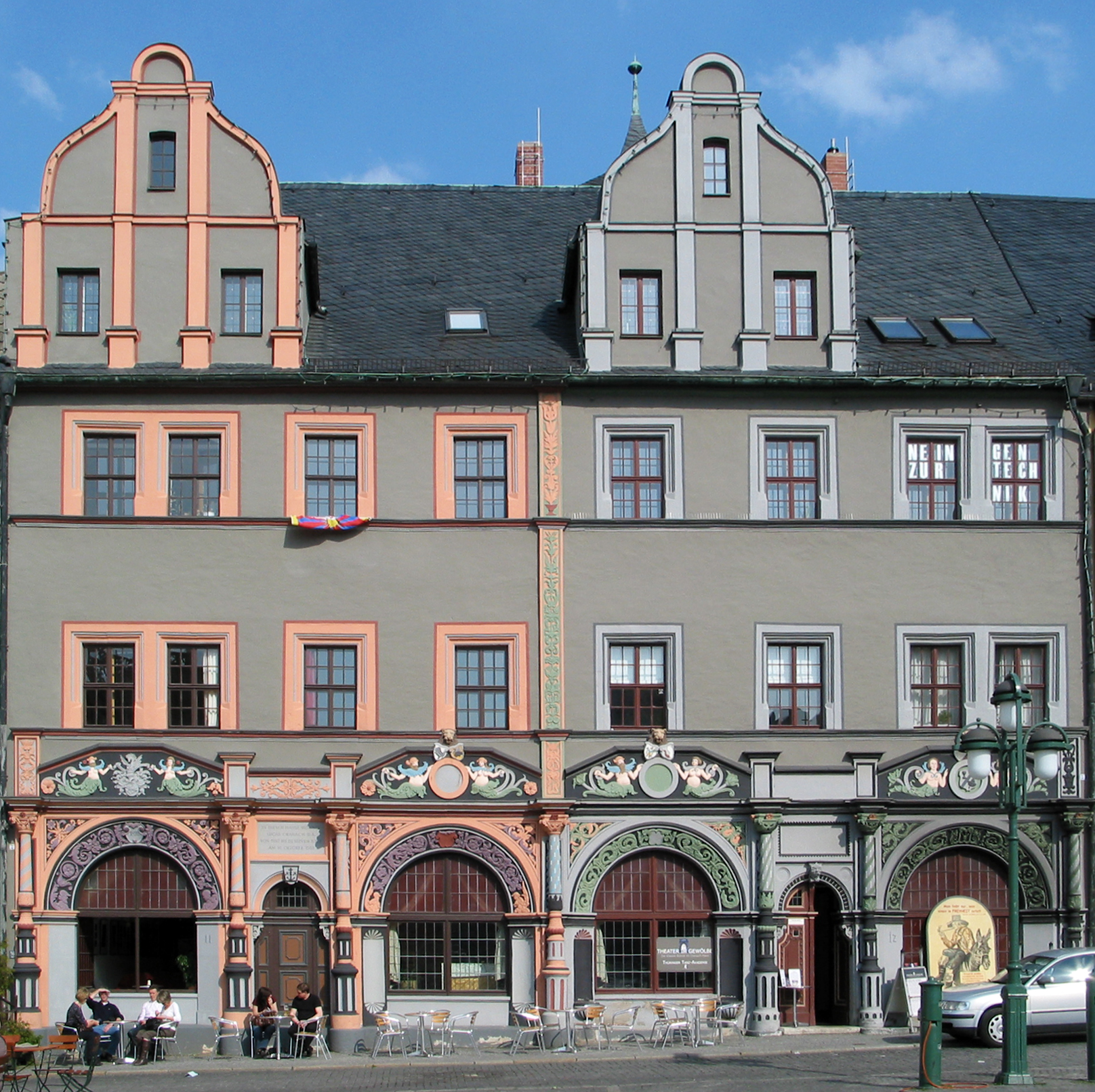
Реставрований будинок Лукаса Кранаха у 2009 році

Ім'я Лукаса Кранаха Старшого не загубилося з плином часу, хоча не всі важливі події його життя збережені у пам'яті нащадків. Поціновують і його твори. Так, музей Лувр у 2010 р. започаткував кампанію у Франції по залученню коштів задля придбання картини Кранаха «Три грації», створену у 1531 р. За неї сплатили чотири мільйони євро.
Задля увічнення пам'яті про майстра, у 1991 році муніципалітет міста Віттенберг у Німеччині придбав у власність колишній будинок Лукаса Кранаха, що випадково зберігся до XXI століття. Адже майстер прожив тут сорок вісім років. З майстерні художника вийшло майже 5 тисяч картин та гравюр, з яких до XXI століття збережено тільки одна тисяча. В жалюгідному стані перебував і будинок художника. На його реставрацію витрачено більш ніж чотири мільйони доларів. Так був створений запізнілий музей Лукаса Кранаха Старшого. Музей Кранаха має виставкові зали, майстерні місцевих художників та офіс Фонду Кранаха (на 1997 рік).

### Графічні твори Кранаха

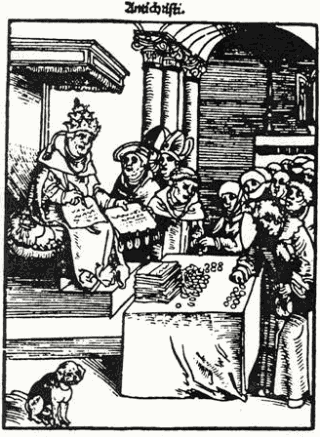
Папа римський приймає гроші від продажу індульгенцій, 1521 р.
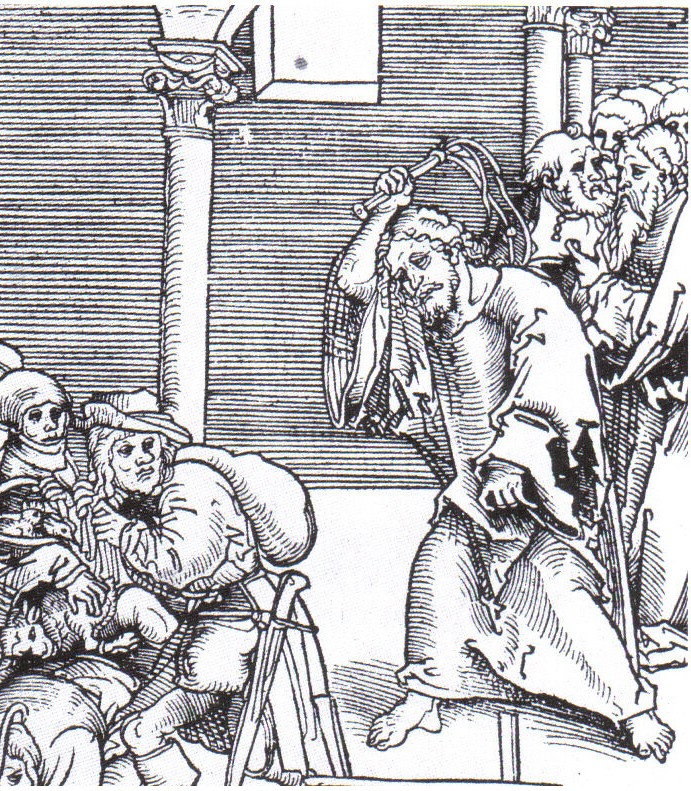
А Христос гнав торгашів з господнього храму,1521 р.
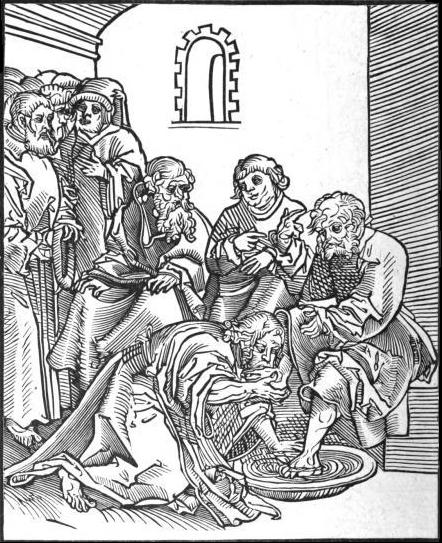
Христос миє ноги апостолам, даючи приклад поваги
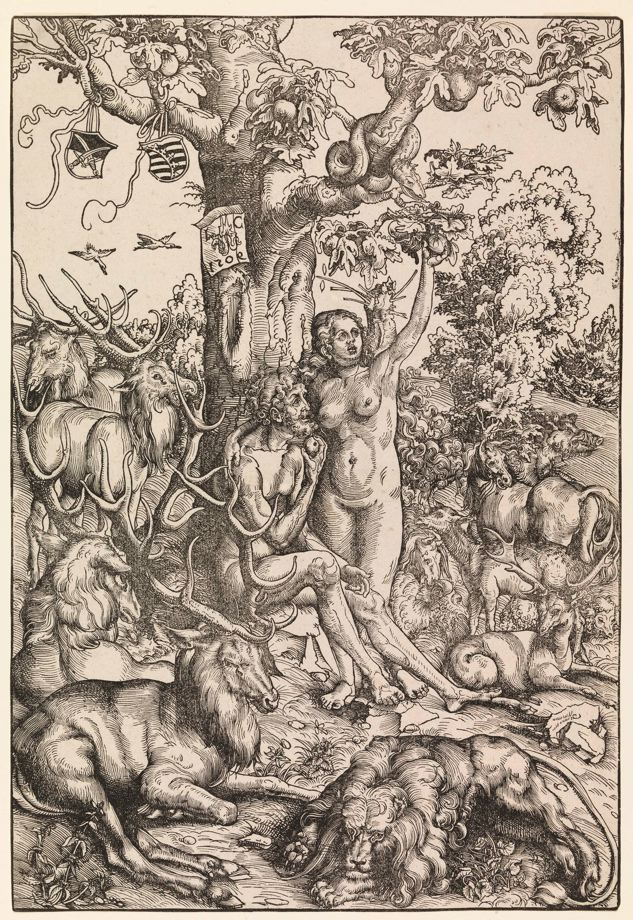
Гріхопадіння Адама та Єви.

### Втрачений Кранах з Музею Ханенків

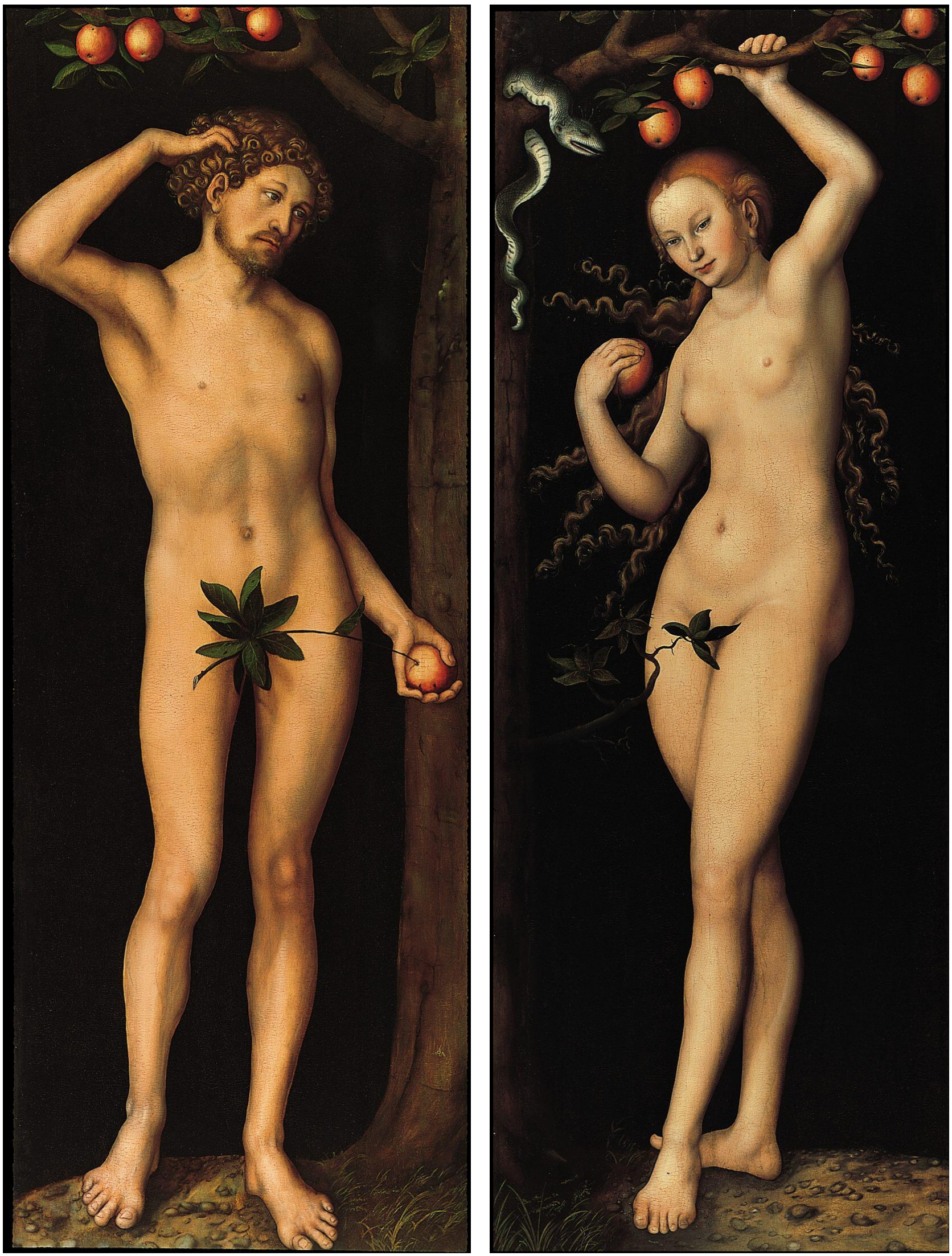
Адам і Єва

За часів СРСР відбулася безпідставна націоналізація художніх творів та масовий продаж їх за кордон. Постраждали як колекції колишніх дворянських садиб, провінційних збірок, так і збірки європейські відомих, столичних музеїв.
Серед забраних і проданих за кордон речей з Музею Ханенків в Києві — візантійські ікони, гобелен «Поклоніння волхвів» (Франція 1512 року), картина Лукаса Кранаха Старшого диптих «Адам і Єва». Останній твір продано в місті Берлін у травні 1931 року під брехливою позначкою зібрання Строганових (зберігається нині в музеї Нортона Саймона, США, місто Пасадена, Каліфорнія). Це був найкращий твір Кранаха на теренах тогочасної України.

## Канонізація
Святий в Українській лютеранській церкві. День пам'яті — 6 квітня.